# Feliciadamia stenocarpa
Feliciadamia es un género monotípico de plantas fanerógamas pertenecientes a la familia Melastomataceae. Su única especie es: Feliciadamia stenocarpa. Es originaria de África occidental.

## Descripción
Es una planta herbácea que alcanza un tamaño de 25 cm de altura y se encuentra en lugares húmedos entre la rocas, produciendo flores de color púrpura.

## Taxonomía
Feliciadamia stenocarpa fue descrita por (Jacq.-Fél.) Bullock  y publicado en Kew Bull. xv. 393 (1962).